# Ernesto Soneira
Ernesto Timoteo Soneira (Córdoba, 6 de enero de 1908 - íbid., 12 de noviembre de 1970), fue un pintor argentino discípulo de Othon Friesz y André Lhote, Francisco Vidal y Antonio Pedone. En el trayecto de su vida artística evoluciona de una etapa de corte fauvista a una de lenguaje geométrico. Hermano de la también pintora Rosalía Soneira.

## Biografía

### Inicios
Nació en Córdoba Capital, Provincia de Córdoba, el 6 de enero de 1908. Su padre José Ma.Soneira era inmigrante de Galicia su madre Justa Amaranta Córdoba de esta ciudad, casados se instalaron en B° Grao. Paz en Córdoba, donde nacieron 8 hijos.
```
Antes de su educación artística, tuvo una pequeña carrera como 
deportista
. A fines de la década del 20 comenzó a estudiar 
pintura
 en la 
Academia Provincial de Bellas Artes ''Dr. Figueroa Alcorta''
, teniendo allí como maestros a Francisco Vidal, Antonio Pedone, y 
Carlos Camilloni
, entre otros.
```

Siendo estudiante de la Academia, en 1934 participó con su óleo Alrededores de Córdoba en el XXIV Salón Nacional de Bellas Artes de la provincia de Buenos Aires. Ese mismo año egresó como dibujante proyectista de la Academia.
En 1935 le otorgaron el título de Profesor de Dibujo y Pintura, mientras trabaja como dibujante de anatomía en la Facultad de Ciencias Médicas de la Universidad Nacional de Córdoba.
En 1936 con la pintura Desnudo gana una beca del gobierno provincial mediante concurso por oposición, esta le permite viajar a Europa para su perfeccionamiento en pintura durante tres años. Antes de viajar recibe el primer premio por su obra Figura presentada en el Salón de Otoño de la Cámara de Diputados, organizado por el diario Los Principios.

### Periodo de París
Entre 1936 y 1939 vive en París, manteniendo correspondencia con su hermana (también pintora) Rosalía Soneira, Víctor Manuel Infante y Antonio Berni entre otros y envía obras a Buenos Aires y Córdoba.
En París, ingresó en la Academia Colarossi a un curso especial con Emile Othon Friesz y luego asistió al taller de André Lhote (con quienes también estudiaron Raquel Forner, Lino Enea Spilimbergo, Horacio Butler y Antonio Berni entre otros). Allí también conoció personalmente al Henri Matisse y Raoul Dufy, de quienes recibió una gran influencia.
Tomó contacto con el Cubismo, el Fauvismo, el Neoplasticismo y especialmente con la obra de Paul Cézanne.
En 1938 fue nombrado miembro de la Société des Artistes Indépendants de París, y realizó una exposición en el Salon des Refusés.
En 1939 viajó a Italia y estudió en la Academia de Bellas Artes de Brera, allí aprendió la técnica italiana de la Pintura al fresco. Luego recorrió Turín, Roma, Florencia y Venecia, recibiendo una particular influencia de los frescos de Giotto y Masaccio y el Arte bizantino, también de las pinturas de Rafael Sanzio, Tiziano y Giorgione.
Ese mismo año regresó a Francia y expuso en el Salón de París. Seguidamente el inicio de la Segunda Guerra Mundial lo obligó a finalizar su beca antes de tiempo y regresar a la República Argentina.

### Periodo Argentino
En 1940 la exposición de su producción pictórica europea en el Salón Blanco del Ministerio de Obras Públicas de la Provincia de Córdoba, causó una censura realizada por el ministro. La obra que ocasionó la clausura de la muestra fue Bañistas, la cual fue considerada inmoral por las autoridades y se solicitó su retiro. El hecho tuvo una especial repercusión en Buenos Aires y en Córdoba ocasionó que los artistas plásticos junto a escritores y músicos protestaran contra la decisión oficial. Deodoro Roca dirigió, junto con Luis Barragán, Horacio Juárez y el mismo Soneira, una protesta que consistía en cubrir las esculturas de desnudo de la ciudad con telas de color en respuesta a la censura.
Luego de la clausura la producción pictórica de Soneira fue casi nula hasta 1942, que comenzó a pintar más de cien obras de gran formato de carácter educativo para la Escuela Nacional de Profesores Dr. Alejandro Carbó en la cual daba clases de dibujo como profesor suplente.
Durante la década del cuarenta en su taller se reunían periódicamente grandes personalidades de la cultura y el arte argentino, como: Deodoro Roca, Saúl Alejandro Taborda, María Luisa Cresta de Leguizamón; también Rafael Alberti, León Felipe, Lino Enea Spilimbergo y Antonio Berni.
Hacia 1946 pintó retratos y paisajes, y en 1948 comienza a variar el aspecto formal de sus obras.

### Periodo Geométrico
Hacia 1951, con un arte geométrico sensible, se convierte en el primer pintor no figurativo de la Ciudad de Córdoba, influenciando a toda la generación de “pintores modernos” de Córdoba. Su obra en esa etapa se encuentra en diálogo con el grupo MADÍ y las tendencias modernas de Buenos Aires.
En 1953 contrae nupcias con Nancy Espeche Corvalán, a quien pinta paralelamente a sus obras no figurativas.
En 1954 forma parte del grupo "Creación", conformado también por Marcelo Bonevardi, Diego Cuquejo, Raúl Pecker, Pedro Pont Vergés y Roberto Viola.
En 1955 fue designado Director interino del Museo Provincial de Bellas Artes Emilio Caraffa, permaneció en esa función hasta el año siguiente, en que asumió la Dirección de la Escuela Provincial de Artesanías (hoy conocida como Escuela de Artes Aplicadas Lino Enea Spilimbergo).
Para 1956 se dedicó exclusivamente a la pintura geométrica, que pintó hasta 1960. En esta última etapa su obra se mantuvo en un círculo especializado e íntimo.
En la década del 60 tuvo dos hijas: Hebe Alejandrina Soneira y Lucrecia Soneira.
Fallece el 12 de noviembre de 1970 en Córdoba capital.